# ترانسپوندر

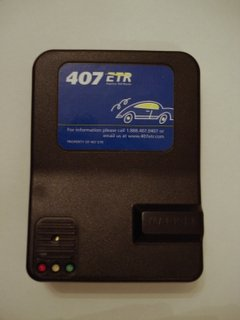
A ترانسپوندر عوارض [بزرگراه آنتاریو ۴۰۷

در صنعت مخابرات، به دو نوع دستگاه مختلف ترانسپوندر (به انگلیسی: Transponder) یا ترابری کننده گفته می‌شود. در ناوبری هوایی یا سامانه بازشناسی با امواج رادیویی، ترانسپوندر دستگاهی است که در پاسخ به سیگنالهای تشخیص هویت دریافت شده، سیگنالهای مشخص کننده هویت را منتشر می‌کنند. در یک ماهواره مخابراتی، ترانسپوندر سیگنالها را در یک محدوده بسامدهای ارتباط بالا (Uplink) جمع‌آوری می‌کند و آنها را در یک محدوده بسامدی ارتباط پایین (Downlink) دوباره انتشار می‌دهد و دریافت کننده‌ها در روی زمین این سیگنالها را دریافت می‌کنند.
واژه انگلیسی transponder یک تک‌واژ چندوجهی برای ترکیب transmitter-responder (فرستنده-پاسخ دهنده) است.